# Велика гавань

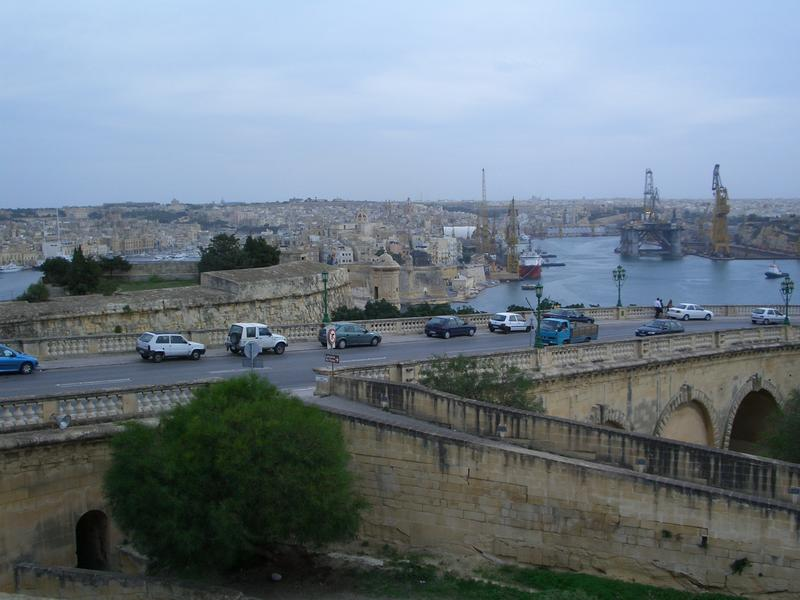
Вид на морський порт у Великій гавані.

35°53′42″ пн. ш. 14°31′14″ сх. д. / 35.89500° пн. ш. 14.52056° сх. д.
Велика гавань (мальт. Il-Port il-Kbir) — найбільша гавань на Мальті, відома також за своєю англійською назвою Ґранд-Гарбор. Як гавань її використовували в давнину ще фінікійці, з часом вона була суттєво розширена й реконструйована, з'явилися доки, пристані, було укріплено берег.

## Історія
Велика гавань протягом 268 років мала велике стратегічне значення для госпітальєрів, а також не втратила його після приходу на острів британців. Наприкінці XVI століття в цьому районі пройшов спустошливий смерч, який забрав життя близько 600 осіб та потопив безліч судів.
Велика гавань стала полем битви між госпітальєрами та турками під час Великої облоги Мальти 1565 року. У роки Другої світової війни протягом блокади Мальти, багато доків та військових споруд в гавані, зокрема Форт Святого Ельма, були зруйновані військами нацистського блоку, зокрема Італією та Німеччиною. Великого збитку було завдано Валлетті та ще трьом довколишніх містах.
Після відходу з острова британської армії гавань втратила своє військове значення, але як і раніше залишається важливою у плані міжнародної торгівлі.
На північному заході гавань замикає півострів Ссебаррас, на якому розташовується частина Валлетти та її передмістя Флоріана. Цей півострів також поділяє Велику гавань з гаванню Марсаксетт. Південно-східний берег гавані сформований з численних бухт і мисів, з боку яких в гавань впадають чотири невеликих струмки. Також на цій стороні розташовуються міста Коспікуа, Біргу та Сінгея. Більшість населення Мальти проживає в радіусі трьох кілометрів від Великої гавані, що робить цей район найгустонаселенішим у країні, а також одним з найбільш щільно заселених у Європі.